# Milanoa
Milanoa est une commune rurale malgache, située dans la partie centre nord de la région de Sava.

## Géographie
Elle est accessible par terre vers la route qui mène à Sambava, après quelques mètres de pont "Manambery", c'est-à-dire à droite se situe une route secondaire qui passe à Ambodimadiro, Andilana, Ambodisatrana, Mahasoa Lavarobo... Vous serez à Milanoa.

## Économie
Milanoa est une commune qui vit presque sur le commerce appelé aussi "tsena". On y trouve une grande foire et les gens cultivateurs et éleveurs des bovins.